# Acugamasus neotasmanicus
Acugamasus neotasmanicus är en spindeldjursart som först beskrevs av Ryke 1962.  Acugamasus neotasmanicus ingår i släktet Acugamasus och familjen Ologamasidae. Inga underarter finns listade i Catalogue of Life.